# Малый Порск
Малый Порск (укр. Малий Порськ) — село в Голобской поселковой общине Ковельского района Волынской области Украины.
Код КОАТУУ — 0722188005. Население по переписи 2001 года составляет 260 человек. Почтовый индекс — 45091. Телефонный код — 3352. Занимает площадь 1,181 км².